# Liste des albums musicaux numéro un au Billboard 200 en 2015
Cette page présente les albums musicaux numéro 1 chaque semaine en 2015 au Billboard 200, le classement officiel des ventes d'albums aux États-Unis établi par le magazine Billboard. Les cinq meilleures ventes annuelles sont également listées.

## Classement hebdomadaire
| Date         | Artiste(s)               | Titre                                                                                         | Référence |
| ------------ | ------------------------ | --------------------------------------------------------------------------------------------- | --------- |
| 3 janvier    | Taylor Swift             | 1989                                                                                          |           |
| 10 janvier   | Taylor Swift             | 1989                                                                                          |           |
| 17 janvier   | Taylor Swift             | 1989                                                                                          |           |
| 24 janvier   | Taylor Swift             | 1989                                                                                          |           |
| 31 janvier   | Meghan Trainor           | Title                                                                                         |           |
| 7 février    | Fall Out Boy             | American Beauty/American Psycho                                                               |           |
| 14 février   | Taylor Swift             | 1989                                                                                          |           |
| 21 février   | Taylor Swift             | 1989                                                                                          |           |
| 28 février   | Drake                    | If You're Reading This It's Too Late                                                          |           |
| 7 mars       | Imagine Dragons          | Smoke + Mirrors                                                                               |           |
| 14 mars      | Big Sean                 | Dark Sky Paradise                                                                             |           |
| 21 mars      | Kelly Clarkson           | Piece by Piece                                                                                |           |
| 28 mars      | Divers artistes          | Empire: Original Soundtrack from Season 1 (Bande originale de la série télévisée Empire)      |           |
| 4 avril      | Kendrick Lamar           | To Pimp a Butterfly                                                                           |           |
| 11 avril     | Kendrick Lamar           | To Pimp a Butterfly                                                                           |           |
| 18 avril     | Wale                     | The Album About Nothing                                                                       |           |
| 25 avril     | Divers artistes          | Furious 7: Original Motion Picture Soundtrack (Bande originale du film Fast and Furious 7)    |           |
| 2 mai        | Shawn Mendes             | Handwritten                                                                                   |           |
| 9 mai        | Alabama Shakes           | Sound & Color                                                                                 |           |
| 16 mai       | Zac Brown Band           | Jekyll + Hyde                                                                                 |           |
| 23 mai       | Mumford and Sons         | Wilder Mind                                                                                   |           |
| 30 mai       | Divers artistes          | Pitch Perfect 2: Original Motion Picture Soundtrack (Bande originale du film Pitch Perfect 2) |           |
| 6 juin       | Twenty One Pilots        | Blurryface                                                                                    |           |
| 13 juin      | ASAP Rocky               | At. Long. Last. ASAP                                                                          |           |
| 20 juin      | Florence and the Machine | How Big, How Blue, How Beautiful                                                              |           |
| 27 juin      | Muse                     | Drones                                                                                        |           |
| 4 juillet    | James Taylor             | Before This World                                                                             |           |
| 11 juillet   | Breaking Benjamin        | Dark Before Dawn                                                                              |           |
| 18 juillet   | Meek Mill                | Dreams Worth More Than Money                                                                  |           |
| 25 juillet   | Meek Mill                | Dreams Worth More Than Money                                                                  |           |
| 1er août     | Tyrese                   | Black Rose                                                                                    |           |
| 8 août       | Future                   | DS2                                                                                           |           |
| 15 août      | Jill Scott               | Woman                                                                                         |           |
| 22 août      | Divers artistes          | Descendants (Original TV Movie Soundtrack) (Bande originale du téléfilm Descendants)          |           |
| 29 août      | Luke Bryan               | Kill the Lights                                                                               |           |
| 5 septembre  | Luke Bryan               | Kill the Lights                                                                               |           |
| 12 septembre | Disturbed                | Immortalized                                                                                  |           |
| 19 septembre | The Weeknd               | Beauty Behind the Madness                                                                     |           |
| 26 septembre | The Weeknd               | Beauty Behind the Madness                                                                     |           |
| 3 octobre    | The Weeknd               | Beauty Behind the Madness                                                                     |           |
| 10 octobre   | Drake et Future          | What a Time to Be Alive                                                                       |           |
| 17 octobre   | Fetty Wap                | Fetty Wap                                                                                     |           |
| 24 octobre   | Janet Jackson            | Unbreakable                                                                                   |           |
| 31 octobre   | Selena Gomez             | Revival                                                                                       |           |
| 7 novembre   | Pentatonix               | Pentatonix                                                                                    |           |
| 14 novembre  | 5 Seconds of Summer      | Sounds Good Feels Good                                                                        |           |
| 21 novembre  | Chris Stapleton          | Traveller                                                                                     |           |
| 28 novembre  | Chris Stapleton          | Traveller                                                                                     |           |
| 5 décembre   | Justin Bieber            | Purpose                                                                                       |           |
| 12 décembre  | Adele                    | 25                                                                                            |           |
| 19 décembre  | Adele                    | 25                                                                                            |           |
| 26 décembre  | Adele                    | 25                                                                                            |           |

## Classement annuel
Les 5 meilleures ventes d'albums de l'année aux États-Unis selon Billboard :
1. Taylor Swift - 1989
2. Ed Sheeran - x
3. Sam Smith - In the Lonely Hour
4. Drake - If You're Reading This It's Too Late
5. Meghan Trainor - Title